# Associazione Calcio Lanerossi 1939-1940
Questa voce raccoglie le informazioni riguardanti l'Associazione Calcio Lanerossi nelle competizioni ufficiali della stagione 1939-1940.

## Rosa
| N. |                   | Ruolo | Calciatore        |
| -- | ----------------- | ----- | ----------------- |
|    | Italia (bandiera) | A     | Carlo Andrighetto |
|    | Italia (bandiera) | D     | Armando Bortoloso |
|    | Italia (bandiera) | D     | Augusto Busin     |
|    | Italia (bandiera) | A     | Antonio Chiozza   |
|    | Italia (bandiera) | A     | Antonio Clavello  |
|    | Italia (bandiera) | C     | Luigi Cortiana    |
|    | Italia (bandiera) | P     | Arturo Costa      |
|    | Italia (bandiera) | A     | Adolfo Costalunga |

| N. |                   | Ruolo | Calciatore          |
| -- | ----------------- | ----- | ------------------- |
|    | Italia (bandiera) | D     | Alfredo Gianesello  |
|    | Italia (bandiera) | D     | Luigi Malaguti      |
|    | Italia (bandiera) | P     | Umberto Piccolo     |
|    | Italia (bandiera) | C     | Mario Reghellin     |
|    | Italia (bandiera) | C     | Mario Rinaldi       |
|    | Italia (bandiera) | D     | Benvenuto Ronzani   |
|    | Italia (bandiera) | C     | Isidoro Zaramella   |
|    | Italia (bandiera) | A     | Leonardo Zecchinati |